# Tetanusimpfstoff
Ein Tetanusimpfstoff oder Tetanus-Toxoidimpfstoff (TTI) ist ein Toxoidimpfstoff gegen Infektionen mit dem Bakterium Clostridium tetani, den Auslöser für die häufig tödlich verlaufende Infektionskrankheit Tetanus oder Wundstarrkrampf. Der Tetanusimpfstoff befindet sich auf der Liste der unentbehrlichen Arzneimittel der Weltgesundheitsorganisation.

## Geschichte
Der erste Tetanusimpfstoff wurde als passive Immunisierung (Tetanus-Immunglobulin, TIG) in der Gruppe von Emil von Behring ab 1890 entwickelt und produziert. Das Tetanusantitoxin wurde bei Soldaten während des Ersten Weltkrieges eingesetzt. 1924 wurde erstmals ein Toxoidimpfstoff entwickelt. In den 1930er Jahren gelangte der Impfstoff in den USA und in Deutschland in den Handel.
Untersuchungen zur Sicherheit, Immunogenität und klinischem Nutzen wurden damals nicht durchgeführt. Neben einem Selbstversuch aus Deutschland wurden als Nutzenbeleg Beobachtungen bei US-amerikanischen Soldaten aus dem Zweiten Weltkrieg herangezogen: Die Soldaten erkrankten wesentlich seltener an Tetanus als vergleichsweise Soldaten im Ersten Weltkrieg.
Eine randomisierte, doppeltverblindete Studie bei jungen Frauen (Neugeborenen-Tetanus) und weitere Beobachtungsstudien zeigen, dass sich bei einer mindestens zweimaligen Immunisierung ein Schutzeffekt einstellt mit einer Senkung der Mortalität.
Ob in den Industrieländern bei Beginn des 20. Jahrhunderts der Rückgang der Tetanusinzidenz und -mortalität durch Impfungen oder durch technische (Mechanisierung der Landwirtschaft, aseptische Operationstechniken) beziehungsweise medizinische Fortschritte (Antibiotika, verbesserte Wundversorgung) verursacht wurde, lässt sich schwer abschätzen. In Deutschland sank die Tetanusinzidenz von 0,20 / 100.000 (1952) auf 0,02 / 100.000 Fälle (1990). Im Jahr 2000 endete die Meldepflicht für Tetanus. Heutzutage erkranken insbesondere ältere, nicht oder nicht ausreichend geimpfte Menschen an Tetanus.

## Eigenschaften

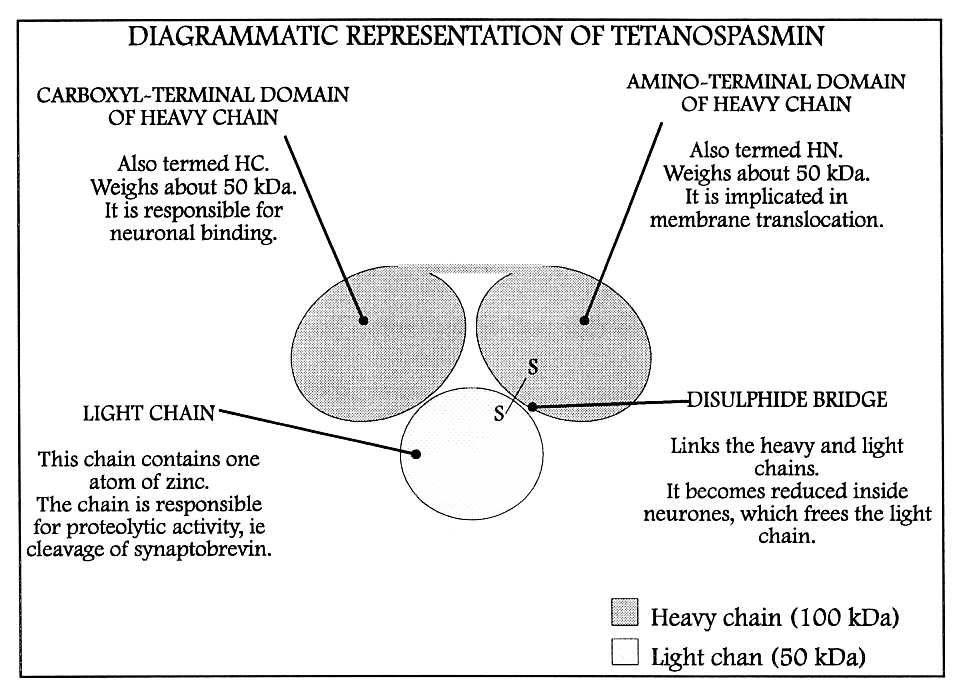
Schematischer Aufbau des Tetanustoxins

Der wirksame Bestandteil in modernen Tetanusimpfstoffen ist das fixierte Tetanustoxin. Heutige Impfstoffe werden aus C. tetani-Kulturen ohne allergisierende Substanzen wie Pferdeeiweiß, Pepton oder Blutgruppensubstanzen gewonnen. Hierbei wird dem Kulturfiltrat 40%iges Formaldehyd beigegeben, mehrere Wochen bei 37 °C inkubiert und das Rohtoxoid isoliert. Nach diversen Reinigungsschritten kann das Endprodukt noch Spuren an Formaldehyd enthalten. Als Wirkverstärker werden Aluminiumadjuvanzien ergänzt. Die Konzentration des Toxoids wird in I.U. oder Lf (Einheit des Flockungstests) angegeben; Kinderimpfstoffe enthalten etwa 40 I.U. (= 10 Lf), Impfstoffe für Erwachsene 20 bis 40 I.U.
Impfstoffvarianten von Tetanusimpfstoffen sind die Kombinationsimpfstoffe DTaP (mit Impfstoffen gegen Corynebacterium diphtheriae und Bordetella pertussis), Tdap, DT (Diphtherie Tetanus) und Td. Die kleinen Buchstaben kennzeichnen dabei geringere Konzentrationen der jeweiligen Komponente, die Tetanuskomponente wird aber, auch bei reduzierter Antigenkonzentration, immer mit dem Großbuchstaben T gekennzeichnet. DTaP wird meistens zur Immunisierung von Kindern verwendet, während für die Wiederholungsimmunisierung von Erwachsenen meistens Td oder Tdap verwendet wird. Der DTP-Impfstoff wurde von 1930 bis 1991 verwendet, bis der Pertussisimpfstoff aufgrund von Schmerzen und Rötung an der Einstichstelle bei 50 % der Geimpften gegen eine zellfreie Form (azellulärer Pertussisimpfstoff, aP) ausgetauscht wurde, die anschließend als TDaP oder DTaP bezeichnet wurden.

## Immunologie
Der Impfstoff wird für die Erstimpfung meistens viermal verabreicht. Nach einer viermaligen Impfung entstehen neutralisierende Antikörper gegen das Tetanustoxin in 100 % der Geimpften sowohl bei DTAP als auch bei Tdap, die etwa 10 Jahre vor einer erneuten Tetanusinfektion schützen. Der Titer für neutralisierende Antikörper gegen das Tetanustoxin ist nach zehn Jahren vergleichbar mit dem vor der Wiederholungsimpfung. Ein Titer für neutralisierende Antikörper von ≥ 0,01 IU/ml vermittelt eine Immunität. Eine fünfte Impfung im Erwachsenenalter wird vom CDC empfohlen.
Senioren gelten als die am schlechtesten durchgeimpfte Personengruppe, während Bundeswehrsoldaten eher eine Überimmunisierung aufwiesen.

## Nebenwirkungen
Unerwünschte Arzneimittelwirkungen bei kombinierten Diphtherie- und Tetanusimpfstoffen umfassen Schmerzen an der Einstichstelle (80 %), Rötung (25 %), Kopfschmerzen (25 %), Müdigkeit (25 %) und Fieber (selten). Sehr selten bilden sich ein kleines Knötchen an der Einstichstelle oder bei überimpften Personen eine leichte bis mäßige Temperaturerhöhung, grippeähnliche Symptomatik oder Magen-Darm-Beschwerden.

## Handelsnamen
Handelsnamen für Kombinationsimpfstoffe sind z. B.
- Covaxis (TdPa-Impfstoff)
- Revaxis (Td-IPV-Impfstoff)
- Boostrix Polio (TdPa-IPV-Impfstoff)
- Infanrix (DTPa-Impfstoff)
- Pentavac (DTPa-IPV+Hib-Impfstoff)
- Vaxelis (DTPa-HepB-IPV+Hib-Impfstoff)